# Sinabronn
Sinabronn ist ein Ortsteil der Gemeinde Lonsee im Alb-Donau-Kreis in Baden-Württemberg. Das Dorf liegt circa eineinhalb Kilometer östlich von Lonsee.

## Geschichte
Sinabronn wird 1377 erstmals urkundlich erwähnt. Der Ort gehörte zur Herrschaft Albeck und wurde mit ihr 1385 durch die Grafen von Werdenberg an die Reichsstadt Ulm verkauft. Der ursprünglich umfangreiche Besitz derer von Westerstetten kam seit dem 14. Jahrhundert zumeist in kirchliche Hände. Die Güter der Klöster Elchingen und Blaubeuren kaufte Ulm im 16. Jahrhundert. 1534 tauschte das Kloster Blaubeuren den Widumhof an Ulm.  
Im Jahr 1803 kam Sinabronn an Bayern und 1810 durch den Grenzvertrag zwischen Bayern und Württemberg an das Königreich Württemberg, wo der Ort dem Oberamt Ulm unterstellt wurde.
Sinabronn wurde am 1. April 1972 als Ortsteil von Halzhausen nach Lonsee eingemeindet.

## Sehenswürdigkeiten
- Evangelische Jakobuskirche, ein spätgotischer Bau